# Время-импульсное вычислительное устройство
Время-импульсное вычислительное устройство — гибридное устройство в котором информация представляется с помощью электрических импульсов, длительность которых пропорциональна математическим переменным, над которыми выполняются вычислительные операции. Относится к аналого-цифровым устройствам, так как используемые в них время-импульсные сигналы совмещают в себе признаки аналоговой и цифровой (дискретной) информации, длительность импульсов изменяется непрерывно, а их ширина изменяется дискретным квантованием по времени.
Время-импульсные вычислительные устройства применяются для суммирования, умножения, деления, интегрирования, дифференцирования, функциональных преобразований над различными переменными, преобразованными во время-импульсные сигналы. Основными элементами являются линейный импульсный делитель, временной модулятор напряжения, временной демодулятор, генераторы импульсов напряжения специальной формы, сравнивающие устройства, операционные усилители, счётчики, регистры. Точность определяется погрешностями аналоговых узлов, зависящими от их чувствительности, линейности, полосы пропускания, а также погрешностями квантования и выбранной разрядностью кодов.